# Never a Night Goes By
«Never a Night Goes By» es una canción de la cantautora estadounidense Sharon Vaughn. Fue escrita por el dúo de compositores Jerry Foster y Bill Rice, y es la segunda canción de ellos que Vaughn interpreta, después de «Until the End of Time». Fue publicada en junio de 1974 como un sencillo sin álbum.

## Recepción de la críltica
La revista Billboard reseñó inadvertidamente el lado B del sencillo, «Take My Love Along», en su edición del 22 de junio de 1974.

## Lista de canciones
Todas las canciones escritas y compuestas por Jerry Foster y Bill Rice.
1. «Never a Night Goes By» – 2:38
2. «Take My Love Along» – 2:32

## Posicionamiento
| Gráfica (1974)                                 | Pico de posición |
| ---------------------------------------------- | ---------------- |
| Estados Unidos (Billboard Hot Country Singles) | 96               |